# Regierung Brundtland I
Die norwegische Regierung Brundtland I bestand vom 4. Februar 1981 bis zum 14. Oktober 1981 und wurde von Ministerpräsidentin Gro Harlem Brundtland (Arbeiderpartiet) geführt. Sie folgte auf die Regierung Nordli und wurde von der Regierung Willoch abgelöst. Der Regierung gehörten ausschließlich Minister der Arbeiderpartiet (Ap) an. Bei der Parlamentswahl 1981 erlitt die Arbeiterpartei jedoch eine Niederlage, so dass Gro Harlem Brundtland das Amt der Staatsministerin (Ministerpräsidentin) an Kåre Willoch von der konservativen Høyre abgeben musste.

## Minister
| Ressort                                        | Minister              | Partei          |
| ---------------------------------------------- | --------------------- | --------------- |
| Ministerpräsidentin                            | Gro Harlem Brundtland | Arbeiderpartiet |
| Äußeres                                        | Knut Frydenlund       | Arbeiderpartiet |
| Leiter des Planungssekretariats (Ministerrang) | Per Kleppe            | Arbeiderpartiet |
| Fischerei                                      | Eivind Bolle          | Arbeiderpartiet |
| Umwelt                                         | Rolf Hansen           | Arbeiderpartiet |
| Landwirtschaft                                 | Oskar Øksnes          | Arbeiderpartiet |
| Soziales                                       | Arne Nilsen           | Arbeiderpartiet |
| Verteidigung                                   | Thorvald Stoltenberg  | Arbeiderpartiet |
| Verkehr und Kommunikation                      | Ronald Bye            | Arbeiderpartiet |
| Finanzen                                       | Ulf Sand              | Arbeiderpartiet |
| Kirchen und Unterricht                         | Einar Førde           | Arbeiderpartiet |
| Verbraucher und Verwaltung                     | Sissel Rønbeck        | Arbeiderpartiet |
| Kommunen und Arbeit                            | Harriet Andreassen    | Arbeiderpartiet |
| Öl und Energie                                 | Arvid Johanson        | Arbeiderpartiet |
| Justiz                                         | Bjørn Skau            | Arbeiderpartiet |
| Industrie                                      | Finn Kristensen       | Arbeiderpartiet |
| Handel und Schifffahrt                         | Kari Gjesteby         | Arbeiderpartiet |